# Kanelgumpad frötangara
Kanelgumpad frötangara (Sporophila torqueola) är en fågel i familjen tangaror inom ordningen tättingar.

## Utseende
Kanelgumpad frötangara är en prydlig tecknad liten fågel. Hanen är varmt kanelbrun under och på övergumpen, med svart hjässa, svart bröstband, vitt halsband och en liten vit vingfläck. Honan är enfärgat brunaktig.

## Utbredning och systematik
Kanelgumpad frötangara delas in i två underarter med följande utbredning:
- Sporophila torqueola atriceps – västra Mexiko från centrala Sinaloa söderut till norra Jalisco
- Sporophila torqueola torqueola – sydvästra Mexiko från Jalisco till Guanajuato, västra Puebla och södra Oaxaca

En population av förrymda fåglar i Baja California Sur består av atriceps, torqueola eller en blandning av båda. Tidigare behandlades kanelgumpad och vithalsad frötangara som en och samma art, Sporophila torqueola. 

### Familjetillhörighet
Liksom andra finkliknande tangaror placerades denna art tidigare i familjen Emberizidae. Genetiska studier visar dock att den är en del av tangarorna.

## Levnadssätt
Kanelgumpad frötangara hittas i tropiska låglänta områden och förberg. Den ses ofta i flockar, gärna i blandning med andra små fröätande fåglar.

## Status och hot
Arten har ett stort utbredningsområde och tros öka i antal. Internationella naturvårdsunionen IUCN listar den därför som livskraftig (LC). Beståndet uppskattas till 5,8 miljoner vuxna individer.